# Racing Club de Strasbourg Alsace 2024-2025
Questa voce raccoglie le informazioni riguardanti il Racing Club de Strasbourg Alsace nelle competizioni ufficiali della stagione 2024-2025.

## Maglie e sponsor
| Manica sinistra · Manica sinistra · Maglietta · Maglietta · Manica destra · Manica destra · Pantaloncini · Pantaloncini · Calzettoni · Calzettoni |

## Rosa
Aggiornata al 22  marzo 2025 

In corsivo i calciatori ceduti durante la stagione
| N. |                           | Ruolo | Calciatore         |
| -- | ------------------------- | ----- | ------------------ |
| 1  | Serbia (bandiera)         | P     | Đorđe Petrović     |
| 2  | Costa d'Avorio (bandiera) | D     | Andrew Omobamidele |
| 3  | Francia (bandiera)        | D     | Thomas Delaine     |
| 4  | Polonia (bandiera)        | D     | Karol Fila         |
| 5  | Costa d'Avorio (bandiera) | D     | Abakar Sylla       |
| 6  | Francia (bandiera)        | C     | Félix Lemaréchal   |
| 7  | Portogallo (bandiera)     | C     | Diego Moreira      |
| 8  | Brasile (bandiera)        | C     | Andrey Santos      |
| 9  | Francia (bandiera)        | A     | Miloš Luković      |
| 10 | Paesi Bassi (bandiera)    | A     | Emanuel Emegha     |
| 11 | Costa d'Avorio (bandiera) | A     | Moïse Sahi Dion    |
| 12 | Inghilterra (bandiera)    | A     | Caleb Wiley        |
| 13 | Mali (bandiera)           | D     | Saïdou Sow         |
| 14 | Francia (bandiera)        | A     | Sékou Mara         |
| 15 | Svezia (bandiera)         | C     | Sebastian Nanasi   |
| 16 | Francia (bandiera)        | P     | Robin Risser       |
| 17 | Senegal (bandiera)        | C     | Pape Diong         |
| 18 | Francia (bandiera)        | C     | Junior Mwanga      |

| N. |                           | Ruolo | Calciatore          |
| -- | ------------------------- | ----- | ------------------- |
| 19 | Senegal (bandiera)        | C     | Habib Diarra        |
| 20 | Colombia (bandiera)       | C     | Óscar Perea         |
| 22 | Costa d'Avorio (bandiera) | D     | Guéla Doué          |
| 23 | Francia (bandiera)        | D     | Mamadou Sarr        |
| 25 | Francia (bandiera)        | D     | Yoni Gomis          |
| 26 | Francia (bandiera)        | A     | Dilane Bakwa        |
| 27 | Inghilterra (bandiera)    | A     | Samuel Amo-Ameyaw   |
| 28 | Francia (bandiera)        | D     | Marvin Senaya       |
| 29 | Francia (bandiera)        | D     | Ismaël Doukouré     |
| 30 | Svezia (bandiera)         | P     | Karl-Johan Johnsson |
| 32 | Argentina (bandiera)      | D     | Valentín Barco      |
| 35 | Francia (bandiera)        | C     | Tidiane Diallo      |
| 36 | Marocco (bandiera)        | P     | Alaa Bellarouch     |
| 40 | Martinica (bandiera)      | D     | Jérémy Sebas        |
| 42 | Costa d'Avorio (bandiera) | A     | Abdoul Ouattara     |
| 77 | Ucraina (bandiera)        | D     | Eduard Sobol'       |

## Calciomercato

### Sessione estiva
| Acquisti         | Acquisti            | Acquisti          | Acquisti                   |
| R.               | Nome                | da                | Modalità                   |
| ---------------- | ------------------- | ----------------- | -------------------------- |
| A                | Sékou Mara          | Southampton       | definitivo (12 milioni €)  |
| C                | Sebastian Nanasi    | Malmö FF          | definitivo (12 milioni €)  |
| D                | Mamadou Sarr        | Olympique Lione   | definitivo (10 milioni €)  |
| D                | Guéla Doué          | Rennes            | definitivo (6 milioni €)   |
| C                | Félix Lemaréchal    | Monaco            | definitivo (6 milioni €)   |
| A                | Óscar Perea         | Atlético Nacional | definitivo (5,2 milioni €) |
| A                | Diego Moreira       | Chelsea           | definitivo (2 milioni €)   |
| D                | Yoni Gomis          | Le Havre          | definitivo (2 milioni €)   |
| C                | Pape Diong          | AF Darou Salam    | definitivo (1,2 milioni €) |
| P                | Karl-Johan Johnsson | Bordeaux          | gratuito                   |
| P                | Đorđe Petrović      | Chelsea           | prestito                   |
| D                | Caleb Wiley         | Chelsea           | prestito                   |
| Altre operazioni |                     |                   |                            |
| R.               | Nome                | da                | Modalità                   |
| A                | Miloš Luković       | IMT Belgrado      | fine prestito              |
| D                | Eduard Sobol'       | Genk              | fine prestito              |
| A                | Nordine Kandil      | Annecy            | fine prestito              |
| P                | Robin Risser        | Digione           | fine prestito              |
| A                | Dany Jean           | Avranches         | fine prestito              |

| Cessioni         | Cessioni               | Cessioni     | Cessioni      |
| R.               | Nome                   | a            | Modalità      |
| ---------------- | ---------------------- | ------------ | ------------- |
| C                | Ibrahima Sissoko       | Bochum       | gratuito      |
| D                | Frédéric Guilbert      | Lecce        | gratuito      |
| D                | Lucas Perrin           | Amburgo      | gratuito      |
| A                | Nordine Kandil         | Amiens       | gratuito      |
| C                | Jean-Eudes Aholou      | Angers       | gratuito      |
| D                | Karol Fila             | Dender       | gratuito      |
| P                | Alexandre Pierre       | Sochaux      | gratuito      |
| C                | Jessy Deminguet        | Metz         | prestito      |
| A                | Dany Jean              | Rodez        | prestito      |
| C                | Rabby Nzingoula        | Montpellier  | prestito      |
| A                | Aboubacar Ali Abdallah | Nîmes        | prestito      |
| D                | Steven Baseya          | Villefranche | prestito      |
| A                | Patrick Ouotro         | Martigues    | prestito      |
| A                | Lebo Mothiba           |              | svincolato    |
| A                | Kévin Gameiro          |              | svincolato    |
| P                | Matthieu Dreyer        |              | svincolato    |
| Altre operazioni |                        |              |               |
| R.               | Nome                   | a            | Modalità      |
| A                | Ângelo                 | Chelsea      | fine prestito |

### Sessione invernale
| Acquisti         | Acquisti               | Acquisti          | Acquisti      |
| R.               | Nome                   | da                | Modalità      |
| ---------------- | ---------------------- | ----------------- | ------------- |
| D                | Andrew Omobamidele     | Nottingham Forest | prestito      |
| D                | Valentín Barco         | Brighton          | prestito      |
| A                | Samuel Amo-Ameyaw      | Southampton       | prestito      |
| Altre operazioni |                        |                   |               |
| R.               | Nome                   | da                | Modalità      |
| A                | Dany Jean              | Rodez             | fine prestito |
| A                | Aboubacar Ali Abdallah | Nîmes             | fine prestito |
| A                | Patrick Ouotro         | Martigues         | fine prestito |

| Cessioni | Cessioni               | Cessioni   | Cessioni |
| R.       | Nome                   | a          | Modalità |
| -------- | ---------------------- | ---------- | -------- |
| D        | Saïdou Sow             | Nantes     | prestito |
| C        | Junior Mwanga          | Le Havre   | prestito |
| A        | Miloš Luković          | Heerenveen | prestito |
| D        | Marvin Senaya          | Losanna    | prestito |
| A        | Jérémy Sebas           | Bastia     | prestito |
| R.       | Nome                   | a          | Modalità |
| A        | Dany Jean              | Torreense  | prestito |
| P        | Robin Risser           | Red Star   | prestito |
| A        | Aboubacar Ali Abdallah | Torreense  | prestito |
| A        | Patrick Ouotro         | Seraing    | prestito |

## Risultati

### Ligue 1

#### Girone di andata
| Arbitro: | Vernice |

|                     |           |               |
| Savanier 67’ (rig.) | Marcatori | 58’ H. Diarra |

| Arbitro: | Wattellier |

|                                              |           |          |
| Andrey Santos 23’ Emegha 48’ Wooh 87’ (aut.) | Marcatori | 57’ Blas |

| Arbitro: | Léonard |

|                                                 |           |                                        |
| Tolisso 45+2’ Maitland-Niles 61’ Orban 63’, 72’ | Marcatori | 3’ Nanasi 48’ Andrey Santos 58’ Emegha |

| Arbitro: | El Hadj |

|            |           |           |
| Nanasi 31’ | Marcatori | 62’ Dieng |

| Arbitro: | Brisard |

|                                    |           |                                         |
| Zhegrova 15’, 27’ David 84’ (rig.) | Marcatori | 30’ Andrey Santos 42’ Emegha 66’ Nanasi |

| Arbitro: | Delajod |

|             |           |  |
| Moreira 40’ | Marcatori |  |

| Arbitro: | Frappart |

|                             |           |                    |
| Sylla 18’ Diarra 60’ (rig.) | Marcatori | 5’ Nzola 44’ Diouf |

| Arbitro: | Stinat |

|                                            |           |                      |
| Mayulu 18’ Asensio 47’ Barcola 66’ Lee 90’ | Marcatori | 58’ Mara 90+1’ Diong |

| Arbitro: | El Hadj |

|                                  |           |              |
| Andrey Santos 17’, 57’ Bakwa 73’ | Marcatori | 83’ Guirassy |

| Arbitro: | Wattellier |

|                      |           |  |
| Nadé 51’ Sissoko 78’ | Marcatori |  |

| Arbitro: | Dechepy |

|             |           |                                             |
| G. Doué 29’ | Marcatori | 79’ (rig.), 89’ Ben Seghir 90+1’ Ilenikhena |

| Arbitro: | Bastien |

|                           |           |           |
| Bard 54’ Sylla 62’ (aut.) | Marcatori | 20’ Bakwa |

| Arbitro: | Lissorgue |

|                                                       |           |              |
| Lala 12’ (rig.) Pereira Lage 45+1’ Del Castillo 90+2’ | Marcatori | 85’ Ouattara |

| Strasburgo 8 dicembre 2024, ore 17:00 CET 14ª giornata | Strasburgo | 0 – 0 referto | Stade Reims | Stadio della Meinau (19 369 spett.)\| Arbitro: \| Léonard \| |
| Arbitro:                                               | Léonard    |               |             |                                                              |

| Arbitro: | Kherradji |

|  |           |                                            |
|  | Marcatori | 32’ H. Diarra 38’ Nanasi 90’ Andrey Santos |

| Arbitro: | Batta |

|                                                  |           |               |
| H. Diarra 45+4’ (rig.) Lemaréchal 59’ Emegha 87’ | Marcatori | 14’ H. Traoré |

| Arbitro: | Bastien |

|              |           |                 |
| Doukouré 35’ | Marcatori | 14’, 26’ Emegha |

#### Girone di ritorno
| Arbitro: | Depechy |

|                      |           |            |
| Greenwood 68’ (rig.) | Marcatori | 23’ Emegha |

| Arbitro: | Delajod |

|                              |           |             |
| Andrey Santos 70’ Emegha 74’ | Marcatori | 8’ Sahraoui |

| Arbitro: | Frappart |

|          |           |  |
| Blas 89’ | Marcatori |  |

| Arbitro: | Stinat |

|                         |           |  |
| Emegha 45+2’ Nanasi 69’ | Marcatori |  |

| Arbitro: | Millot |

|  |           |                        |
|  | Marcatori | 81’ Bakwa 90+6’ Emegha |

| Strasburgo 23 febbraio 2025, ore 17:15 CET 23ª giornata | Strasburgo | 0 – 0 referto | Brest | Stadio della Meinau (19 108 spett.)\| Arbitro: \| Turpin \| |
| Arbitro:                                                | Turpin     |               |       |                                                             |

| Arbitro: | Vernice |

|  |           |            |
|  | Marcatori | 47’ Emegha |

| Arbitro: | El Hadj |

|  |           |                |
|  | Marcatori | 79’ Lemaréchal |

| Arbitro: | Batta |

|                                  |           |          |
| Lemaréchal 47’ Andrey Santos 64’ | Marcatori | 3’ Magri |

| Arbitro: | Lissorgue |

|                                                       |           |                                     |
| Andrey Santos 55’ Bakwa 60’ Emegha 73’ Amo-Ameyaw 89’ | Marcatori | 62’ Tolisso 90+6’ (rig.) Mikautadze |

| Arbitro: | Turpin |

|  |           |             |
|  | Marcatori | 4’ Doukouré |

| Arbitro: | Pignard |

|                           |           |                             |
| Emegha 51’ Amo-Ameyaw 54’ | Marcatori | 38’ Bard 90+4’ Ndayishimiye |

| Fontvieille 19 aprile 2025, ore 19:00 CEST 30ª giornata | Monaco     | 0 – 0 referto | Strasburgo | Stadio Louis II\| Arbitro: \| Wattellier \| |
| Arbitro:                                                | Wattellier |               |            |                                             |

| Arbitro: | Bastien |

|                                 |           |                  |
| Moreira 7’ Emegha 63’ Bakwa 83’ | Marcatori | 19’ Davitashvili |

| Arbitro: | El Hadj |

|                                          |           |             |
| L. Hernández 20’ (aut.) Lemaréchal 45+3’ | Marcatori | 46’ Barcola |

| Arbitro: | Turpin |

|                 |           |           |
| Lepaul 15’, 48’ | Marcatori | 43’ Bakwa |

| Arbitro: | Brisard |

|                              |           |                                    |
| Andrey Santos 20’ Nanasi 53’ | Marcatori | 43’ (rig.), rig’ Touré 70’ Casimir |

### Coppa di Francia
| Arbitro: | Leleu |

|  |           |                          |
|  | Marcatori | 57’ Santos 73’, 89’ Mara |

| Arbitro: | Millot |

|                                     |                      |                                          |
| Villa 32’ Leroy 45+2’               | Marcatori            | 20’, 26’ R. Messi                        |
| Crouzier Colin Diego Alves Lecoanet | Tiri di rigore 3 – 5 | H. Diarra Lemaréchal Nanasi Bakwa Emegha |

| Arbitro: | Wattellier |

|                |           |                              |
| Lemaréchal 13’ | Marcatori | 2’, 15’ Lepaul 76’ El Melali |

## Statistiche finali

### Statistiche di squadra
| Competizione     | Punti | In casa | In casa | In casa | In casa | In casa | In casa | In trasferta | In trasferta | In trasferta | In trasferta | In trasferta | In trasferta | Totale | Totale | Totale | Totale | Totale | Totale | DR  |
| Competizione     | Punti | G       | V       | N       | P       | Gf      | Gs      | G            | V            | N            | P            | Gf           | Gs           | G      | V      | N      | P      | Gf     | Gs     | DR  |
| ---------------- | ----- | ------- | ------- | ------- | ------- | ------- | ------- | ------------ | ------------ | ------------ | ------------ | ------------ | ------------ | ------ | ------ | ------ | ------ | ------ | ------ | --- |
| Ligue 1          | 57    | 17      | 10      | 5       | 2       | 33      | 20      | 17           | 6            | 4            | 7            | 23           | 24           | 34     | 16     | 9      | 9      | 56     | 44     | +12 |
| Coppa di Francia | -     | 1       | 0       | 0       | 1       | 1       | 3       | 2            | 1            | 1            | 0            | 5            | 2            | 3      | 1      | 1      | 1      | 6      | 5      | +1  |
| Totale           | -     | 18      | 10      | 5       | 3       | 34      | 23      | 19           | 7            | 5            | 7            | 28           | 26           | 37     | 17     | 10     | 10     | 62     | 49     | +13 |

### Andamento in campionato
| Giornata  | 1 | 2 | 3 | 4  | 5  | 6 | 7 | 8  | 9 | 10 | 11 | 12 | 13 | 14 | 15 | 16 | 17 | 18 | 19 | 20 | 21 | 22 | 23 | 24 | 25 | 26 | 27 | 28 | 29 | 30 | 31 | 32 | 33 | 34 |
| --------- | - | - | - | -- | -- | - | - | -- | - | -- | -- | -- | -- | -- | -- | -- | -- | -- | -- | -- | -- | -- | -- | -- | -- | -- | -- | -- | -- | -- | -- | -- | -- | -- |
| Luogo     | T | C | T | C  | T  | C | C | T  | C | T  | C  | T  | T  | C  | T  | C  | T  | T  | C  | T  | C  | T  | C  | T  | T  | C  | C  | T  | C  | T  | C  | C  | T  | C  |
| Risultato | N | V | P | N  | N  | V | N | P  | V | P  | P  | P  | P  | N  | V  | V  | V  | N  | V  | P  | V  | V  | N  | V  | V  | V  | V  | V  | N  | N  | V  | V  | P  | P  |
| Posizione | 9 | 6 | 9 | 10 | 10 | 8 | 7 | 10 | 9 | 9  | 11 | 11 | 13 | 14 | 13 | 10 | 9  | 10 | 9  | 9  | 9  | 7  | 7  | 7  | 7  | 7  | 6  | 4  | 6  | 7  | 7  | 6  | 6  | 7  |

Legenda:

Luogo: C = Casa; T = Trasferta. Risultato: V = Vittoria; N = Pareggio; P = Sconfitta.